# Консервативна партия (Румъния)
Вижте пояснителната страница за други значения на Консервативна партия.
Консервативната партия (на румънски: Partidul Conservator, PC) е бивша консервативна политическа партия в Румъния, с председател Даниел Константин. Партията има претенцията да е наследник на историческата Румънска консервативна партия, една от двете основни политически сили в страната преди Първата световна война. Няма директна връзка между двете партии – историческата консервативна партия е разпусната преди Първата световна война – но тази формация поддържа и изповядва ценностите на предишните консерватори.

## История
Партията е основана на 18 декември 1991 г., скоро след рухването на комунистическия режим, под името Румънска хуманистка пария (на румънски: Partidul Umanist Român, PUR). От 2005 до декември 2006 г. партията е партньор в управляващата коалиция. На 7 май 2005 г. партията приема настоящото си име – Консервативна партия. През юни 2015 г. се обединява заедно с Либерално-реформистката партия в Алианс на либералите и демократите (АЛДЕ).

## Идеология
Партията защитава ценностите на традицията, семейството, социалната солидарност, европейската интеграция и национализъм без шовинизъм.

## Избори
На президентските избори през 2009 г. партията участва в коалиция заедно със Социалдемократическата партия, издигнатият от тях кандидат Мирча Джоана успява да се яви на втори тур но не побеждава.